# Hibernia (gisement)
Hibernia est le premier gisement pétrolier offshore à avoir été développé en territoire canadien, plus précisément dans les eaux de Terre-Neuve à environ 315 km de Saint-Jean de Terre-Neuve.

## Histoire
Le gisement fut découvert en 1979, au terme de 13 ans d'explorations jusque-là peu fructueuses dans le bassin Jeanne d'Arc. Il apparaissait dès lors comme d'une taille importante : le 5e plus grand gisement de pétrole conventionnel du Canada, avec environ 500 Mbbl récupérables selon les estimations originales (portées depuis à 615).
Néanmoins, le développement de ces réserves fut très difficile à entreprendre. Malgré une latitude raisonnable, cette région a des conditions météorologiques très rigoureuses, bien plus que celles de la mer du Nord. Par exemple, les icebergs y sont fréquents. 
La nécessité de résister aux icebergs aboutit à une conception de plateforme très particulière. La structure de type gravitaire, posée par des fonds de 80 m d'eau, est pour l'essentiel en béton. Sa masse totale était de 600 000 tonnes lors de son transport par remorquage, auxquelles se sont ajoutées 450 000 tonnes de ballast solide, sous forme de minerai de fer, installé dans la structure une fois la plate-forme posée à son emplacement. La production a commencé en 1997 et atteint 200 kbbl/j en 2010. 
Les partenaires du projet sont Mobil (aujourd'hui ExxonMobil), Chevron Canada, Petro-Canada, Murphy oil et Norsk Hydro (compagnie possédant une bonne expérience de l'offshore en climat froid).
Le projet fut longtemps considéré comme un gouffre financier. Le coût de développement fut énorme et les prix du pétrole furent particulièrement bas jusqu'en 2001. Toutefois, avec le prix du brut qui s'est envolé depuis, le gisement est devenu très rentable. De plus, une extension du gisement a été découverte fin 2005 et a allongé sa durée de vie.
Le Canada-Newfoundland and Labrador Offshore Petroleum Board rapporte, par exemple, que la production totale d'août 2013 est de 3,8 Mbbl (611 000 m3).